# 2015年夏季ユニバーシアードにおけるサッカー競技
2015年夏季ユニバーシアードにおけるサッカー競技7月2日から13日まで韓国の光州広域市にて行われた。

## メダル
| 種目      | 金       | 銀     | 銅   |
| --------- | -------- | ------ | ---- |
| 男子 詳細 | イタリア | 韓国   | 日本 |
| 女子 詳細 | フランス | ロシア | 日本 |

## 男子

### 出場国
| Pool A - 韓国 - カナダ - イタリア - チャイニーズタイペイ | Pool B - フランス - 南アフリカ共和国 - ウクライナ - メキシコ | Pool C - 日本 - ブラジル - マレーシア - イラン | Pool D - ロシア - アイルランド - ウルグアイ - 中華人民共和国 |

## 女子

### 出場国
| Pool A - 韓国 - アイルランド - チャイニーズタイペイ - チェコ | Pool B - メキシコ - 日本 - ロシア - コロンビア | Pool C - ブラジル - 中華人民共和国 - ポーランド | Pool D - 南アフリカ共和国 - フランス - カナダ - アメリカ合衆国 |